# Юнацький чемпіонат Європи з футболу (U-17) 2012
Чемпіонат Європи з футболу серед юнаків віком до 17 років 2012 року — одинадцятий розіграш турніру (після зміни назви), який пройшов в Словенії з 4 по 16 травня 2012 року. Переможцем вдруге поспіль стала збірна Нідерландів, яка у серії післяматчевих пенальті перемогла збірну Німеччини.

## Кваліфікація
Докладніше:
- Юнацький чемпіонат Європи з футболу (U-17) 2012 (кваліфікаційний раунд)
- Юнацький чемпіонат Європи з футболу (U-17) 2012 (елітний раунд)

## Груповий раунд

### Група A
| Збірна    | І | В | Н | П | ГЗ | ГП | РГ | О |
| --------- | - | - | - | - | -- | -- | -- | - |
| Німеччина | 3 | 3 | 0 | 0 | 5  | 0  | +5 | 9 |
| Грузія    | 3 | 1 | 1 | 1 | 2  | 2  | 0  | 4 |
| Франція   | 3 | 0 | 2 | 1 | 3  | 6  | −3 | 2 |
| Ісландія  | 3 | 0 | 1 | 2 | 2  | 4  | −2 | 1 |

| 4 травня 2012 18:30 |

| Грузія | 0:1      | Німеччина |
| ------ | -------- | --------- |
|        | Протокол | Маєр 59'  |

| Стожиці, Любляна Глядачів: 600 Арбітр: Іван Кружляк |

| 4 травня 2012 20:30 |

| Франція                 | 2:2      | Ісландія                      |
| ----------------------- | -------- | ----------------------------- |
| Шемлаль 7' Марсьяль 56' | Протокол | Біргіссон 66' Германнссон 77' |

| Шпортний Парк, Домжале Глядачів: 1 028 Арбітр: Алан Маріо Сант |

| 7 травня 2012 17:30 |

| Франція   | 1:1      | Грузія                 |
| --------- | -------- | ---------------------- |
| Лемар 67' | Протокол | Чечелашвілі 30' (пен.) |

| Шпортний Парк, Домжале Глядачів: 1 228 Арбітр: Гаральд Лехнер |

| 7 травня 2012 18:30 |

| Ісландія | 0:1      | Німеччина    |
| -------- | -------- | ------------ |
|          | Протокол | Штендера 20' |

| Стожиці, Любляна Глядачів: 1 154 Арбітр: Маріус Аврам |

| 10 травня 2012 19:30 |

| Німеччина                 | 3:0      | Франція |
| ------------------------- | -------- | ------- |
| Маєр 54', 56' Діттген 62' | Протокол |         |

| Стожиці, Любляна Глядачів: 4 552 Арбітр: Маріус Аврам |

| 10 травня 2012 19:30 |

| Ісландія | 0:1      | Грузія         |
| -------- | -------- | -------------- |
|          | Протокол | Дарцімелія 74' |

| Шпортний Парк, Домжале Глядачів: 763 Арбітр: Маттіас Єстраніус |

### Група B
| Збірна     | І | В | Н | П | ГЗ | ГП | РГ | О |
| ---------- | - | - | - | - | -- | -- | -- | - |
| Нідерланди | 3 | 1 | 2 | 0 | 3  | 1  | +2 | 5 |
| Польща     | 3 | 1 | 2 | 0 | 2  | 1  | +1 | 5 |
| Бельгія    | 3 | 1 | 1 | 1 | 3  | 2  | +1 | 4 |
| Словенія   | 3 | 0 | 1 | 2 | 3  | 7  | −4 | 1 |

| 4 травня 2012 14:00 |

| Польща             | 1:0      | Бельгія |
| ------------------ | -------- | ------- |
| М.Стемпінський 65' | Протокол |         |

| Спортни парк Лендава, Лендава Глядачів: 693 Арбітр: Маттіас Єстраніус |

| 4 травня 2012 20:15 |

| Словенія    | 1:3      | Нідерланди                |
| ----------- | -------- | ------------------------- |
| Захович 74' | Протокол | Влут 13' Люмю 35' Аке 61' |

| Людські врт, Марибор Глядачів: 8 132 Арбітр: Маріус Аврам |

| 7 травня 2012 17:00 |

| Нідерланди | 0:0      | Бельгія |
| ---------- | -------- | ------- |
|            | Протокол |         |

| Людські врт, Марибор Глядачів: 812 Арбітр: Іван Кружляк |

| 7 травня 2012 20:15 |

| Словенія    | 1:1      | Польща     |
| ----------- | -------- | ---------- |
| Шауперл 26' | Протокол | Рабєга 10' |

| Спортни парк Лендава, Лендава Глядачів: 1 864 Арбітр: Алан Маріо Сант |

| 10 травня 2012 17:30 |

| Нідерланди | 0:0      | Польща |
| ---------- | -------- | ------ |
|            | Протокол |        |

| Спортни парк Лендава, Лендава Глядачів: 537 Арбітр: Емір Алечкович |

| 10 травня 2012 17:30 |

| Бельгія                            | 3:1      | Словенія      |
| ---------------------------------- | -------- | ------------- |
| Схрейверс 2' Геркенс 53' Діркс 80' | Протокол | Стоянович 13' |

| Людські врт, Марибор Глядачів: 6 211 Арбітр: Гаральд Лехнер |

## Плей-оф

### Півфінали
| 13 травня 2012 17:30 |

| Німеччина   | 1:0      | Польща |
| ----------- | -------- | ------ |
| Горецка 34' | Протокол |        |

| Стожиці, Любляна Глядачів: 1 629 Арбітр: Емір Алечкович |

| 13 травня 2012 20:30 |

| Нідерланди              | 2:0      | Грузія |
| ----------------------- | -------- | ------ |
| Хендрікс 79' Хайє 90+2' | Протокол |        |

| Стожиці, Любляна Глядачів: 547 Арбітр: Маріус Аврам |

### Фінал
| 16 травня 2012 18:00 |

| Німеччина                                | 1:1      | Нідерланди                                 |
| ---------------------------------------- | -------- | ------------------------------------------ |
| Горецка 45'                              | Протокол | Аколатсе 90+1'                             |
|                                          | Пенальті |                                            |
| Сарр · Вернер · Іттер · Штендера · Кемпф | 4:5      | Гюзер · Аке · Аколатсе · Хендрікс · Вілена |

| Стожиці, Любляна Глядачів: 11 674 Арбітр: Іван Кружляк |